# Saint-Sauveur (Oise)
Saint-Sauveur és un municipi francès, situat al departament de l'Oise i a la regió dels Alts de França. L'any 2007 tenia 1.582 habitants.

## Demografia

### Població
El 2007 la població de fet de Saint-Sauveur era de 1.582 persones. Hi havia 585 famílies de les quals 107 eren unipersonals (32 homes vivint sols i 75 dones vivint soles), 213 parelles sense fills, 237 parelles amb fills i 28 famílies monoparentals amb fills.
La població ha evolucionat segons el següent gràfic:
Habitants censats

### Habitatges
El 2007 hi havia 629 habitatges, 585 eren l'habitatge principal de la família, 14 eren segones residències i 30 estaven desocupats. 620 eren cases i 6 eren apartaments. Dels 585 habitatges principals, 500 estaven ocupats pels seus propietaris, 71 estaven llogats i ocupats pels llogaters i 14 estaven cedits a títol gratuït; 3 tenien una cambra, 28 en tenien dues, 117 en tenien tres, 179 en tenien quatre i 257 en tenien cinc o més. 460 habitatges disposaven pel capbaix d'una plaça de pàrquing. A 253 habitatges hi havia un automòbil i a 277 n'hi havia dos o més.

### Piràmide de població
La piràmide de població per edats i sexe el 2009 era:
| Homes | Edats   | Dones |
| ----- | ------- | ----- |
| 0     | 95 o +  | 0     |
| 0     | 90 a 94 | 4     |
| 4     | 85 a 89 | 16    |
| 8     | 80 a 84 | 8     |
| 20    | 75 a 79 | 24    |
| 20    | 70 a 74 | 36    |
| 36    | 65 a 69 | 16    |
| 36    | 60 a 64 | 40    |
| 32    | 55 a 59 | 28    |
| 72    | 50 a 54 | 52    |
| 84    | 45 a 49 | 84    |
| 64    | 40 a 44 | 64    |
| 60    | 35 a 39 | 80    |
| 36    | 30 a 34 | 52    |
| 24    | 25 a 29 | 32    |
| 40    | 20 a 24 | 44    |
| 56    | 15 a 19 | 72    |
| 60    | 10 a 14 | 64    |
| 48    | 5 a 9   | 60    |
| 44    | 0 a 4   | 52    |

## Economia
El 2007 la població en edat de treballar era de 1.045 persones, 721 eren actives i 324 eren inactives. De les 721 persones actives 670 estaven ocupades (363 homes i 307 dones) i 52 estaven aturades (25 homes i 27 dones). De les 324 persones inactives 103 estaven jubilades, 91 estaven estudiant i 130 estaven classificades com a «altres inactius».

### Ingressos
El 2009 a Saint-Sauveur hi havia 593 unitats fiscals que integraven 1.593 persones, la mediana anual d'ingressos fiscals per persona era de 20.220 €.

### Activitats econòmiques
Dels 55 establiments que hi havia el 2007, 2 eren d'empreses alimentàries, 7 d'empreses de fabricació d'altres productes industrials, 12 d'empreses de construcció, 13 d'empreses de comerç i reparació d'automòbils, 1 d'una empresa de transport, 2 d'empreses d'hostatgeria i restauració, 2 d'empreses immobiliàries, 11 d'empreses de serveis, 3 d'entitats de l'administració pública i 2 d'empreses classificades com a «altres activitats de serveis».
Dels 14 establiments de servei als particulars que hi havia el 2009, 1 era una oficina de correu, 1 taller de reparació d'automòbils i de material agrícola, 4 paletes, 1 guixaire pintor, 3 fusteries, 2 lampisteries, 1 agència immobiliària i 1 saló de bellesa.
Dels 3 establiments comercials que hi havia el 2009, 1 era una botiga de més de 120 m², 1 una botiga de menys de 120 m² i 1 una fleca.

## Equipaments sanitaris i escolars
L'únic equipament sanitari que hi havia el 2009 era una farmàcia.
El 2009 hi havia 1 escola maternal i 1 escola elemental.

## Poblacions més properes
El següent diagrama mostra les poblacions més properes.